# 화려한 사랑
화려한 사랑(Zee And Co., X, Y And Zee)은 영국에서 제작된 브라이언 G. 휴튼 감독의 1972년 드라마 영화이다. 엘리자베스 테일러 등이 주연으로 출연하였고 앨런 래드 주니어 등이 제작에 참여하였다.

## 출연

### 주연
- 엘리자베스 테일러
- 마이클 케인
- 수잔나 요크
- 마가렛 리히튼

### 조연
- 존 스탠딩
- 메리 라킨
- 마이클 캐쉬맨

## 제작진
- 의상: 베아트리스 도슨